# Villebougis
Villebougis là một xã của Pháp,tọa lạc ở tỉnh Yonne trong vùng Bourgogne-Franche-Comté.
Người dân ở đây trong tiếng Pháp gọi là Bogiciens.

## Hành chính
| Danh sách các thị trưởng               |             |                 |      |         |
| Giai đoạn                              | Giai đoạn   | Tên             | Đảng | Tư cách |
|                                        | 1995 - 2001 | Robert Meunier  |      |         |
|                                        | 2001 - 2008 | Robert Meunier  |      |         |
|                                        | 2008 -      | Marcel Milachon |      |         |
| Tất cả các dữ liệu trước đây không rõ. |             |                 |      |         |

## Thông tin nhân khẩu
| 322  | 311  | 311  | 389  | 453  | 510  | 528  | 530  | 541  | 608  | 624                                                  | 662  | 646  | 600  | 609  | 550  | 544 |
| 1896 | 1901 | 1906 | 1911 | 1921 | 1926 | 1931 | 1936 | 1946 | 1954 | 1962                                                 | 1968 | 1975 | 1982 | 1990 | 1999 |     |
| 534  | 518  | 520  | 480  | 426  | 438  | 426  | 380  | 412  | 368  | 343                                                  | 295  | 313  | 292  | 404  | 466  |     |
|      |      |      |      |      |      |      |      |      |      | Số liệu lấy từ năm 1962: Dân số không tính hai trùng |      |      |      |      |      |     |